# Notoxus celatus
Notoxus celatus es una especie de coleóptero de la familia Anthicidae.

## Distribución geográfica
Habita en México.